# 十六烷基苯
十六烷基苯是一种有机化合物，化学式为C22H38。它可由1-十六烯和苯在催化下反应制得。

## 反应
十六烷基苯可以在三氯化钌-次氯酸钠体系中被氧化为十七酸。它和氯磺酸反应，可以得到4-十六烷基苯磺酸。